# Ayumi Nakamura
Ayumi Nakamura (jap. 中村亜友美 Nakamura Ayumi; ur. 29 sierpnia 1990 w Japonii) – japońska siatkarka grająca jako przyjmująca. Obecnie występuje w drużynie Japan JT Marvelous.

## Kluby
| Klub                            | Lata gry       |
| ------------------------------- | -------------- |
| Nippon Sport Science University | 2009–2013      |
| JT Marvelous                    | 2013 - obecnie |